# Хімічний еквівалент
Хімíчний еквівалéнт — це умовна частинка, в ціле число разів менша від відповідної формульної одиниці або ж рівна їй. Еквівалент може бути визначений для речовини, іона, іншого стійкого угрупування атомів. Одна формульна одиниця речовини X містить z(X) еквівалентів, тут ціле число z(X) називають числом еквівалентності. Еквівалент відповідає переносу 1 катіона гідрогену в реакції нейтралізації, 1 електрона в окисно-відновній реакції, заряду іона величини 1.
Частіше поняттям еквівалента оперує неорганічна хімія, зрідка також і органічна. Число еквівалентності речовини залежить не лише від типу реакції, до якої вона входить, а й навіть від самої реакції. Тим не менше, використання цього поняття дозволяє систематизувати й компактизувати розрахунки.

## Логіка виникнення поняття
Ще алхіміки зрозуміли, що речовини взаємодіють одна з іншою у певних, наперед визначених природою речовин та умовами взаємодії, відношеннях (т. зв. «стехіометричні співвідношення»). Спочатку для фіксації цих відношень використовували маси, і побачити якісь закономірності у відношеннях мас взаємодіючих речовин було дуже складно. Попри це, саме тоді був закладений ґрунт для пізнішого формулювання закону еквівалентів. Формулювання закону кратних відношень, подальше впорядкування хімічних елементів у періодичну систему і введення поняття кількості речовини з відповідною одиницею вимірювання (моль) дали змогу встановити, що кількості речовин, які входять до реакції, пропорційні невеликим цілим числам. Це є вираженням того факту, що молекула входить до реакції з одною чи кількома іншими молекулами. Тепер якщо захотіти подальшого спрощення, а саме щоб речовини, виміряні в якихось величинах, взаємодіяли одна із одною 1:1, то виявиться, що достатньо взяти таку фізичну величину, як кількість речовини, але вимірювати нею не самі речовини, а їхні еквіваленти.

## Застарілі визначення
Еквівалент речовини — це така її кількість, що хімічно еквівалентна 1 моль атомів Гідрогену, ½ моль атомів Оксигену чи еквівалентній кількості будь-якої іншої речовини. Тут «хімічно еквівалентна 1 моль атомів Гідрогену» означає: з'єднується з 1 моль атомів Гідрогену або заміщує таку саму кількість атомів Гідрогену в хімічних реакціях.
Також раніше замість поняття молярної маси еквівалента використовували «нову одиницю» грам-еквівалент, а зрідка ще й замість поняття кількості речовини еквівалента — «нову одиницю» моль-еквівалент.

## Типи хімічного еквівалента
Спосіб визначення еквівалента речовини, а саме числа еквівалентності z(X), суттєво залежить від типу хімічної реакції. В реакціях обміну визначають обмінний еквівалент, або просто еквівалент. В окисно-відновних реакціях визначають електрохімічний еквівалент. Також можна визначити еквівалент атома чи стійкої групи атомів у сполуці, фактично так само, як обмінний еквівалент.

### Обмінний еквівалент
Еквівалентом є частинка, яка в реакції обміну несе 1 електричний заряд (позитивний або негативний). Отже, число еквівалентності z(X) дорівнює кількості зарядів (одного знаку), які вносить в реакцію частинка (іон, молекула чи формульна одиниця) — «нейтралізовуваний заряд». Також можна сказати, що z(X) дорівнює кількості електронних пар, що беруть участь в реакції, — таких, що несе частинка або з якими взаємодіє.
Приклади:
- Fe(OH)3↓ + 3HCl = FeCl3 + 3H2O: іонна форма: Fe(OH)3↓ + 3H+ = Fe3+ + 3H2O

z(H+) = z(HCl) = 1, z(Fe(OH)3) = z(Fe3+) = 3
Для однозарядної частинки (H+, OH–) завжди z = 1. Хоча Cl– безпосередньо не бере участі в реакції, за законом еквівалентів можна визначити z(Cl–) = 1.
- Na2HPO4 + CaCl2 = CaHPO4↓ + 2NaCl: іонна форма: HPO2–
4 + Ca2+ = CaHPO4↓

z(Na2HPO4) = z(HPO2–
4) = z(Ca2+) = z(CaHPO4) = 2
Хоча фосфат-аніон PO3–
4 має заряд 3, в цій реакції беруть участь лише 2 одиниці цього заряду, тоді як третя залишається блокованою катіоном H+.
- Zn(OH)2 + 2NaOH = Na2[Zn(OH)4]: іонна форма: Zn(OH)2 + 2OH– = [Zn(OH)4]2–

z(OH–) = z(NaOH) = 1, z([Zn(OH)4]2–) = z(Zn(OH)2) = 2
Формульна одиниця гідроксиду Zn(OH)2 приєднує 2 негативних заряди (у складі гідроксогруп). Значення числа еквівалентності z(Zn(OH)2) також можна визначити за законом еквівалентів (спираючись на z(NaOH)=1 та стехіометричні коефіцієнти) або виходячи з того факту, що ця частинка взаємодіє із двома неподіленими парами електронів і утворює два нових ковалентних зв'язки.
Еквівалент елемента або іона в речовині:
- MgO: Речовина побудована з іонів Mg2+ та O2–, число еквівалентності кожного з них дорівнює абсолютній величині заряду, тобто 2. Так само z(MgO) = 2, приміром:

MgO + 2HCl = MgCl2 + H2O
- CH4

Можна визначити ступені окиснення і з них так само, як вище, числа еквівалентності: z(H) = 1, z(C) = 4. З іншого боку, z(H) = 1 завжди, і за законом еквівалентів знов-таки z(C) = 4.
- Na2HPO4

z(Na+) = 1, а далі слід визначитися з розділенням формульної одиниці на катіон та аніон, тобто конкретизувати реакцію, в якій ця речовина візьме участь. Так, в реакції з Ca2+ (див. вище) фрагмент HPO2–
4 зберігається як єдине ціле, тому z(HPO2–
4) = 2 = z(Na2HPO4). Але в реакції з твердим лугом чи концентрованим його розчином:
Na2HPO4 + NaOH = Na3PO4 + H2O: «зберігається» фрагмент Na2PO–
4 і відщеплюється катіон H+, тож z(Na2PO–
4) = 1 = z(Na2HPO4), що підтверджується і законом еквівалентів (стехіометричне співвідношення 1:1 при z(NaOH) = 1).
- CaCO3

Традиційний запис, згідно із зарядами іонів, z(Ca2+) = z(CO2–
3) = z(CaCO3) = 2. Але це не єдиний можливий варіант. Розглянемо реакції:
CaCO3↓ + 2H+ = Ca2+ + CO2↑ + H2O: CaCO3↓ + H+ = Ca2+ + HCO–
3
В першій «нейтралізовуваний заряд» збігається із зарядом іонів і вищенаведена відповідь 2 правильна. У другій із 2 одиниць заряду іона CO2–
3 нейтралізується лише одна, тому z(CO2–
3) = z(CaCO3) = 1.
- Na2O2

Речовина побудована з іонів Na+ та O2–
2, їхні числа еквівалентності 1 і 2 відповідно. Угрупування O2–
2 тут є стійким, отже, еквівалент Оксигену визначати немає сенсу, але якщо це все ж таки зробити, отримаємо z(O) = 1 замість очікуваного 2. Це є наслідком того, що одна валентність кожного з атомів Оксигену витрачається на формування зв'язку з іншим.
Як витікає з наведених прикладів, застосування поняття еквівалента елемента в речовині несе найбільшу користь у випадку бінарних речовин з аніоном та катіоном простої будови.

### Електрохімічний еквівалент
Електрохімічний еквівалент — це умовна чи реальна частинка, яка в окисно-відновній реакції віддає або приймає 1 електрон. Так само залежить від реакції для переважної більшості окисників і відновників. Приміром, катіон Fe3+ можна відновити до Fe2+, тоді z(Fe3+) = 1, або ж одразу до вільного заліза Fe0, тоді z(Fe3+) = 3.

## Еквівалентні величини
Для еквівалентів визначають ті ж самі величини, що й для речовин. З урахуванням того, що для частинки X число еквівалентності z означає еквівалент 1⁄zX, відповідні формули виписати легко.
- Молярна маса еквівалентів:

{\displaystyle M({\frac {1}{z}}{\text{X}})={\frac {1}{z}}\cdot M({\text{X}})}
- Кількість речовини еквівалентів:

{\displaystyle n({\frac {1}{z}}{\text{X}})=z\cdot n({\text{X}})}
Завдяки такому вигляду співвідношень, масу речовини обчислюють однаково як за молярними величинами, так і за еквівалентними:
{\displaystyle m({\text{X}})=n({\text{X}})\cdot M({\text{X}})=n({\frac {1}{z}}{\text{X}})\cdot M({\frac {1}{z}}{\text{X}})}
Інколи для еквівалентних величин використовують синонімічні позначення Mекв(X), nекв(X).
Звичайне правило обчислення молекулярної маси речовини X, яка складається з аніона An та Kt, та той факт, що еквіваленти з'єднуються в кількісному співвідношенні 1:1, дають таку формулу:
{\displaystyle M({\frac {1}{z({\text{X}})}}{\text{X}})=M({\frac {1}{z({\text{An}})}}{\text{An}})+M({\frac {1}{z({\text{Kt}})}}{\text{Kt}})}
Із поняття кількості речовини еквівалентів можна вивести молярну концентрацію еквівалентів (застаріле «нормальність»):
{\displaystyle N={\frac {n({\frac {1}{z}}{\text{X}})}{V}}},
де V — об'єм розчину.